# Festivalul Internațional de Film de la Locarno

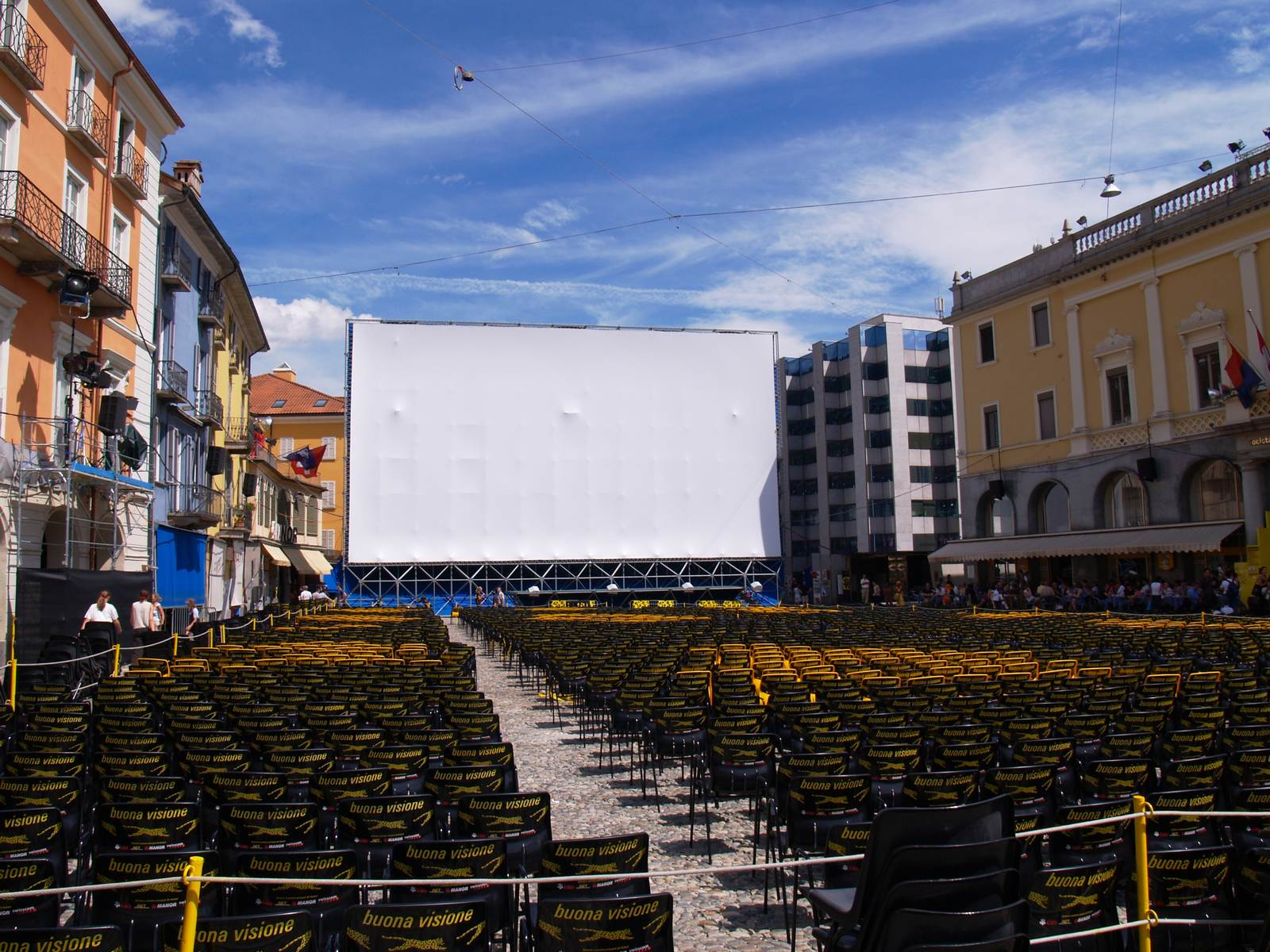
Piazza Grande din Locarno

Festivalul Internațional de Film de la Locarno (italiană Festival internazionale del film Locarno) are loc anual, în luna august a fiecărui an, din anul 1946, în orașul elvețian Locarno.

## Ediții
În august 2016 a avut loc cel de al 69-lea festival. Din anul 1968 premiul principal al festivalului "Pardo d'oro", (Leopardul de aur) este dotat cu suma de 90.000 de franci elvețieini (circa 56.000 de Euro).
Între 2 și 12 august 2017 va avea loc cea de-a 70-a ediție a festivalului.

## Categoriile de premiere
- Pardo d'oro (Leopardul de aur), acordat din anul 1946
- Premio speciale della giuria (Premiul special al juriului), acordat din anul 1949
- Miglior regia (Premiul pentru cea mai bună regie), acordat din anul 1946
- Migliore attrice (Premiul pentru cea mai bună actriță), acordat din anul 1958
- Miglior attore (Premiul pentru cel mai bun actor), acordat din anul 1958
- Pardo d'Onore (Premiul de onoare), acordat din anul 1989